# Eugenio III
Eugenio III (en latín: Eugenius PP. III), de nombre secular Bernardo Paganelli Montemagno (Pisa, c. 1088-Tívoli, 8 de julio de 1153) fue el papa 167.º de la Iglesia católica entre 1145 y 1153.

## Biografía
Nació en las cercanías de Pisa alrededor de 1088. Aunque apenas haya documentación sobre sus orígenes y su familia, sí se sabe que fue hijo de un hombre llamado Godio.
Desde el siglo XVI se le identifica comúnmente como miembro de la familia Paganelli de Montemagno, perteneciente a la aristocracia pisana, aunque esto no ha sido probado y contradice testimonios anteriores que sugieren que sus orígenes eran humildes.

### Carrera eclesiástica
En 1106 fue nombrado canónigo del cabildo catedralicio de Pisa y, desde 1115, está atestiguado como subdiácono. Entre mayo de 1134 y febrero de 1137 fue ordenado sacerdote por el papa Inocencio II, que residía por aquel entonces en Pisa, y en 1138, bajo la influencia de Bernardo de Claraval, ingresó en la orden del Císter y se trasladó a la abadía de Claraval.
Al año siguiente regresó a Italia como líder de la comunidad cisterciense en Scandriglia. A finales de 1140, Inocencio II lo nombró abad de la iglesia de los Santos Anastasio y Vicente delle Tre Fontane, ubicada a las afueras de Roma.
Algunas crónicas indican que también fue nombrado cardenal, pero es probable que estas resultasen de una confusión porque, en ningún documento registrado, no aparece atestiguado con este título. Además, la carta enviada por Bernardo de Claraval al Colegio Cardenalicio en 1145, poco después de su elección como papa, parece indicar claramente que no fue creado cardenal.

## Papado
Fue elegido papa el 15 de febrero y consagrado el 18 de febrero de 1145. Debido al enfrentamiento, iniciado por su antecesor, con el Senado romano, que le exigía la renuncia al poder temporal, se vio obligado a abandonar Roma para instalarse en Viterbo. Allí se reunió con Arnaldo de Brescia en 1145, llegando a un precario acuerdo por el que se mantendría el Senado, pero reconociendo la superioridad pontificia, lo que permitió el regreso del papa a la Ciudad Eterna.
No obstante, acuerdo se incumple de inmediato y, en 1146, Eugenio III se ve obligado nuevamente a abandonar Roma y exiliarse en Francia, desde donde organizaría la Segunda Cruzada, ordenando su predicación a Bernardo de Claraval, quien logró el apoyo del rey francés Luis VII y del emperador germano Conrado III (que terminaría en fracaso al no culminar con la conquista del Condado de Edesa).
El 24 de abril de 1147, el papa, presente en Francia en el momento que partía la Segunda Cruzada, asistió al capítulo de la Orden del Temple celebrado en París. Concedió a los templarios el derecho a llevar permanentemente la Cruz patada roja, sobre su hombro izquierdo.

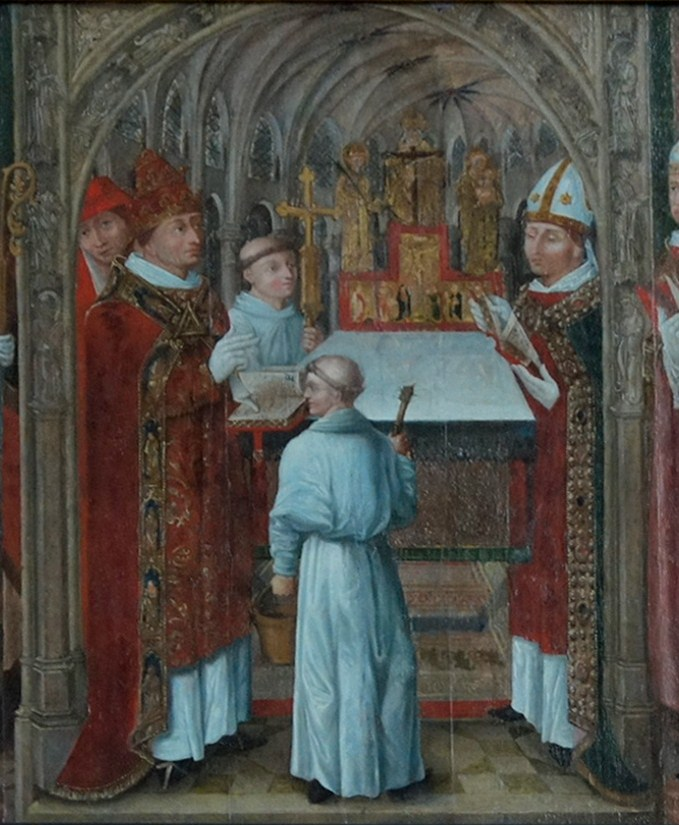
Eugenio III consagra la catedral de Châlons, pintura del

En 1148 pasó unos meses en Tréveris, donde santificó la Abadía de San Matías y dio reconocimiento al culto hacia este Apóstol, muy popular en la zona por el descubrimiento de sus restos durante unas obras en la iglesia. También excomulgó a Arnaldo de Brescia por cismático, pero no logró que el Senado romano lo entregara, por lo que el papa intentó aliarse con el rey Roger II de Sicilia, cuya alianza le permitió retornar temporalmente a Roma en 1149. Al no mantenerse el apoyo del rey siciliano, Eugenio III volvió al exilio y trató de buscar el apoyo de Conrado III, a cambio de la coronación imperial de este. Sin embargo, esto se vio impedido tras la muerte del emperador en 1152. Finalmente, en 1153, el nuevo emperador, Federico I Barbarroja, prometió apoyar al Eugenio III, sin embargo, la ayuda no llegó a tiempo, ya que el pontífice falleció en Tívoli poco después, el 8 de julio de 1153. 
Aunque los ciudadanos de Roma resentían el esfuerzo de Eugenio III por afirmar su autoridad temporal, lo reconocieron como una autoridad espiritual. Hasta el día de su muerte, el papa continuó llevando el hábito cisterciense bajo su túnica. Fue enterrado, con toda señal de respeto, en la basílica de San Pedro del Vaticano.

## Culto
Fue beatificado por Pío IX, el 3 de octubre de 1872.

## En la cultura popular
Las profecías de san Malaquías se refieren a este papa como Ex magnitudine montis (De la grandeza del monte), cita que hace referencia a su apellido, Montemagno, y a su lugar de nacimiento, el castillo de Grammonte.